# G.I. Jane
G.I. Jane (bra: Até o Limite da Honra; prt: G.I. Jane - Até ao Limite ou Até ao Limite) é um filme de ação e drama estadunidense de 1997, dirigido por Ridley Scott e produzido pela Scott Free Productions, pela Caravan Pictures e a Largo Entertainment, distribuido por Hollywood Pictures e estrelado por Demi Moore, Viggo Mortensen e Anne Bancroft. O filme conta a história fictícia da primeira mulher a receber formação pelo grupo de elite de forças de operações especiais da Marinha dos Estados Unidos, os Navy Seals. Este é o segundo papel em que Demi Moore atua como uma militar, em 1992 atuou em A Few Good Men.
Ele abriu para críticas mistas com o desempenho de Moore recebendo críticas e ganhando o prêmio Framboesa de Ouro de Pior Atriz. Embora tenha feito lucros moderados, ganhando US$ 97,1 milhões contra seu orçamento de US$ 50 milhões, foi considerado uma decepção nas bilheterias. Após os fracassos de The Scarlet Letter, The Juror e Striptease, o fracasso de G.I. Jane marcou o fim da carreira de Moore como atriz principal em Hollywood. Muitos anos depois de seu lançamento, o filme voltou a ser citado na mídia após uma piada feita pelo comediante norte-americano Chris Rock na noite do Oscar, que resultou em um escândalo que seria relembrado nas seguintes edições.

## Sinopse
Um Comitê do Senado dos Estados Unidos entrevista um candidato para o cargo de Secretário da Marinha dos Estados Unidos. A senadora Lillian DeHaven (Anne Bancroft), do Texas, critica a Marinha por não ser neutra em termos de gênero. Por trás das cortinas, um acordo é feito: se as mulheres se comparam favoravelmente com os homens em uma série de testes, os militares integrarão plenamente as mulheres em todas as ocupações da Marinha.
O primeiro teste é o curso de treinamento da Marinha dos EUA. A senadora DeHaven escolhe a tenente e analista de topografia Jordan O'Neil (Demi Moore), porque ela é fisicamente mais feminina do que as outras candidatos.
Para obter a nota, O'Neil deve sobreviver a um programa de seleção esgotante, no qual quase 60% de todos os candidatos são eliminados, a maioria antes da quarta semana, com a terceira semana sendo particularmente intensa (" semana do inferno "). O enigmático comandante John James Urgayle (Viggo Mortensen) dirige o brutal programa de treinamento que envolve 20 horas diárias de tarefas destinadas a desgastar a força física e mental dos recrutas, incluindo empurrar gigantescos pára-lamas nas dunas da praia, trabalhando em obstáculos, e transportar jangadas de desembarque.
Dado um subsídio de 30 segundos em uma pista de obstáculos, O'Neil exige ser mantida nos mesmos padrões que os estagiários do sexo masculino. O comandante observa O'Neil ajudando os outros candidatos, permitindo que eles subam de costas para atravessar a pista de obstáculo da parede . Oito semanas no programa, durante outro treinamento, ela é amarrada a uma cadeira com as mãos atrás das costas, agarrada e jogada através da porta, em seguida, a levanta do chão e repetidamente afunda a cabeça na água fria na frente dos outros membros da sua equipe. O'Neil luta com Urgayle e é bem sucedida em causar-lhe alguma lesão, apesar de seus braços imobilizados. Ao fazê-lo, ela adquire respeito dele, bem como dos outros estagiários.
Líderes da Marinha, confiantes de que uma mulher sairia rapidamente, ficam preocupados. A mídia civil aprende sobre o envolvimento de O'Neil, e ela se torna uma sensação conhecida como "GI Jane". Em breve, ela deve lutar com acusações forjadas de que é lésbica ao confraternizar com mulheres. O'Neil é informada de que receberá uma carteira durante a investigação e, se liberada, precisará repetir seu treinamento. Ela decide "tocar fora" (tocando uma campainha três vezes, sinalizando sua retirada voluntária do programa) ao invés de aceitar um trabalho de secretária.
Mais tarde é revelado que a evidência fotográfica da suposta confraternização de O'Neil veio do escritório da senadora DeHaven. DeHaven nunca pretendeu que O'Neil tivesse sucesso; Ela usou O'Neil como moeda de barganha para impedir o fechamento de bases militares em seu Estado natal (Texas). O'Neil ameaça expor DeHaven, que então tem as acusações anuladas e O'Neil retornando aos treinamentos.
A fase final do treinamento, um exercício de prontidão operacional, é interrompida por uma emergência que requer o apoio dos soldados. A situação envolve um satélite espião alimentado por plutônio para uso militar que caiu no deserto da Líbia. Uma equipe de Rangers do Exército dos EUA é enviada para recuperar o plutônio , mas seu plano de evacuação falha, e os soldados são enviados para ajudar os Rangers. O tiro de Urgayle em um soldado líbio para proteger O'Neil leva a um confronto com uma patrulha militar líbia. Durante a missão, O'Neil, usando sua experiência como analista topográfica, percebe quando vê o mapa da equipe que o comandante não vai usar a rota que os outros acreditam que ele irá reagrupar com os outros. Ela também exibe uma habilidade definitiva em liderança e estratégia ao resgatar o comandante ferido, a quem ela e McCool retiram de um local carregado de explosivos. Com helicópteros armados para auxílio, a missão de resgate na costa da Líbia é um sucesso.
Após o seu retorno, todos aqueles que participaram da missão são aceitos. Urgayle dá a O'Neil sua Cruz da Marinha e um livro de poesia contendo um pequeno poema , "Self-Pity", de D.H. Lawrence, como reconhecimento de sua realização e em gratidão por resgatá-lo.

## Elenco
- Demi Moore como Jordan O'Neil
- Viggo Mortensen como John James Urgayle
- Anne Bancroft como Lillian DeHaven
- Jason Beghe como Royce
- Daniel von Bargen como Theodore Hayes
- Scott Wilson como Salem
- John Michael Higgins como chefe de pessoal
- Kevin Gage como Max Pyro
- David Warshofsky como Johns
- David Vadim como Cortez
- Lucinda Jenney como Blondell
- Morris Chestnut como McCool
- Josh Hopkins como F. Lee 'Flea' Montgomery
- Jim Caviezel como 'Slov' Slovnik
- Boyd Kestner como 'Wick' Wickwire
- Dimitri Diatchenko como Trainee
- Angel David como Newberry
- Stephen Ramsey como Stamm

## Produção
Demi Moore vive Jordan O'Neill, a atriz precisou fazer uma rotina verdadeiramente militar. Exercícios cardiovasculares, artes marciais, corrida de obstáculos, natação, maratonas, flexões de braço, abdominais e agachamentos faziam parte do seu preparo para o papel. A dieta da atriz também era controlada e restrita. Apenas frango, salmão e verduras estavam no seu cardápio. O responsável pela transformação física da atriz foi o ex-fuzileiro Scott Helvenston, que perdeu a vida em uma missão no Iraque em março de 2004. Ele é o responsável pela emblemática cena em que a atriz faz flexão de braço com o apoio de apenas um braço.
Na cena onde Demi Moore interage com outras mulheres, são identificadas duas garotas cujos nomes são Thelma e Louise. Trata-se de uma homenagem do diretor Ridley Scott ao filme Thelma & Louise (1991), também dirigido por ele.
O ator Sam Rockwell chegou a ensaiar algumas cenas, mas acabou tendo que deixar a produção.
O diretor Ridley Scott filmou um final alternativo no qual a personagem de Demi Moore perde a vida durante uma missão secreta na Líbia. A atriz Anne Bancroft disse que ela e Scott eram a favor do final alternativo, mas finalmente decidiram o final mais "heróico", que seria mais popular entre o público.

## Recepção
G.I. Jane recebeu críticas mistas dos críticos, onde detém actualmente uma classificação de 53% no Rotten Tomatoes com base em 32 avaliações, com uma classificação média de 5.8/10. Demi Moore ganhou o Framboesa de Ouro como pior atriz em 1997.
Para o crítico brasileiro Rubens Ewald Filho, o filme ficou bem aquém de outros trabalhos de Ridley Scott, que não conseguiu controlar o elenco e deu ao filme um tom "fútil e militarista", o que acabaria prejudicando até a carreira de Demi Moore, irreconhecível "de cabeça raspada e corpo de halterofilista".
Tallulah Willis, filha de Bruce Willis e Demi Moore raspou os cabelos, como sua mãe fez após ver o filme.

### Bilheteria
O filme foi um sucesso moderado, mas foi considerado uma decepção nas bilheterias. G.I. Jane abriu em #1 arrecadando $11,094,241 no seu fim de semana de estréia, apresentado em um total de 1,945 cinemas. Em seu segundo fim de semana, o filme ficou em primeiro lugar, arrecadando $8,183,861 em 1,973 cinemas. No final, o filme foi exibido em um lançamento mais amplo de 2,043 cinemas e arrecadou US$48,169,156 no mercado estadunidense, ficando um pouco abaixo de seu orçamento de US$50,000,000. O filme fez um total de $97,169,156 em todo o mundo.

### Home media
G.I. Jane foi lançado em DVD em 22 de abril de 1998. O único recurso extra foi um trailer. Foi lançado em Blu-ray em 3 de abril de 2007, sem recursos extras, além de trailers de outros filmes. O filme também foi lançado em Laserdisc; Este lançamento contou com um comentário em áudio do diretor Ridley Scott.